# Aristide Razu
Aristide Razu (Cahul, 7. ožujka 1869. – Bukurešt, 1950.) je bio rumunjski general i vojni zapovjednik. Tijekom Prvog svjetskog rata zapovijedao je 22. i 5. divizijom, te III. i I. korpusom.

## Vojna karijera
Aristide Razu rođen je 7. ožujka 1869. u Cahulu. Sin je dr. Aristidea Razua starijeg, inače liječnika i lokalonog političara, i Clare Razu. Vojnu naobrazbu započinje 1886. godine pohađanjem Vojne škole za pješaštvo i konjaništvo u Bukureštu koju završava 1888. godine. Od 1893. pohađa Sveučilište u Liegeu na kojem diplomira 1896. godine. Čin poručnika dostiže 1891. godine, u čin satnika promaknut je 1896. godine, dok je u čin bojnika unaprijeđen 1905. godine. Pohađa i Ratnu školu u Bukureštu. Nakon završetka te škole predaje u Specijalnoj školi za topništvo i inženjeriju. Godine 1910. promaknut je u čin potpukovnika, dok čin pukovnika dostiže 1913. godine. Od 1910. do 1913. služi kao vojni ataše u Osmanskom Carstvu, dok od 1914. zapovijeda 8. pješačkom pukovnijom smještenom u Buzauu. Godine 1916. promaknut je u čin brigadnog generala.

## Prvi svjetski rat
Ubrzo nakon ulaska Rumunjske u rat na strani Antante Razu je 30. kolovoza 1916. imenovan zapovjednikom 22. divizije. Navedenom divizijom zapovijeda sve do 8. prosinca 1916. kada je navedena divizija rasformirana. Nakon toga, od 23. prosinca 1916. zapovijeda 5. divizijom i to do 29. srpnja 1917. godine kada je imenovan zapovjednikom III. korpusa. U međuvremenu je, promaknut u čin divizijskog generala. Kao zapovjednik III. korpusa ističe se u Bitci kod Marasestija nakon čega je i odlikovan. Od 2. rujna 1917. ponovno zapovijeda 5. divizijom i to do 7. veljače 1918. godine. U lipnju 1918. preuzima zapovjedništvo nad I. korpusom kojim zapovijeda sve do kraja rata.

## Poslije rata
Nakon završetka rata od 1925. obnaša dužnost glavnog inspektora za inženjeriju. Na tom mjestu je i umirovljen 1928. godine. Preminuo je 1950. godine u Bukureštu gdje je i pokopan na groblju Bellu. Od 1902. bio je oženjen s Margaretom Mandreom.

## Vanjske poveznice
(eng.) Aristide Razu na stranici 1914-1918.invisionzone.com  Arhivirana inačica izvorne stranice od 6. listopada 2015. (Wayback Machine)